# Sybra rufula
Sybra rufula là một loài bọ cánh cứng trong họ Cerambycidae.